# 18 pr. n. št.
18 pr. n. št. je bilo po julijanskem koledarju navadno leto, ki se je začelo na petek, soboto ali nedeljo, ali pa prestopno leto, ki se je začelo na soboto (različni viri navajajo različne podatke). Po proleptičnem julijanskem koledarju je bilo navadno leto, ki se je začelo na četrtek.
V rimskem svetu je bilo znano kot leto sokonzulstva Lentula in Lentula, pa tudi kot leto 736 ab urbe condita.
Oznaka 18 pr. Kr. oz. 18 AC (Ante Christum, »pred Kristusom«), zdaj posodobljeno v 18 pr. n. št., se uporablja od srednjega veka, ko se je uveljavilo številčenje po sistemu Anno Domini.

## Dogodki
- rimski cesar Avgust z Lex Julia kriminalizira podkupovanje za pridobivanje političnih položajev in omeji sklepanje zakonskih zvez med stanovi.
- plemič Onjo ustanovi kraljevino Baekje na zahodu Korejskega polotoka.

## Rojstva
- (ali 17 pr. n. št.) Arminij, Armin ali Hermann, germanski vojskovodja in poglavar Heruskov († 21)